# 城北新町 (名古屋市)
城北新町（じょうほくしんまち）は、愛知県名古屋市北区の地名。堀川部分に、「道路・河川・鉄道等用地」として残る。

## 地理

### 学区
- 高等学校 - 尾張学区
- 中学校 - 名古屋市立八王子中学校
- 小学校 - 名古屋市立清水小学校

### 人口
国勢調査による人口の推移
| 1950年（昭和25年） | 1221人 |  |
| 1955年（昭和30年） | 1555人 |  |
| 1960年（昭和35年） | 1556人 |  |
| 1965年（昭和40年） | 1557人 |  |
| 1970年（昭和45年） | 3689人 |  |
| 1975年（昭和50年） | 4420人 |  |
| 1980年（昭和55年） | 4337人 |  |

## 歴史

### 地名の由来
- 町名の城北は、名古屋城の北側に位置することに由来する[7]。また、新町は西区城北町と区別するためとみられる[7]。

### 沿革
- 1951年（昭和26年）5月1日 - 北区上名古屋町（字北野）の一部により、同区城北新町として成立[8]。
- 1982年（昭和57年）9月5日 - 住居表示の実施に伴い、堀川部分以外が北区名城二丁目・三丁目および柳原一丁目となる[1]。

## 交通
- 名古屋市営バスに城北新町停留所が存在したが、1971年12月20日の名古屋市営地下鉄名城線市役所駅 - 大曽根駅間開業に伴って、名城公園停留所に名称変更している[9]。

## 史蹟
- 城北新町遺跡は当地名を冠しているが、地名変更のため現在は名城2丁目に位置する[10]。